# Анто Колев
Анто Колев, известен като Драгалевски, е български подофицер и революционер, деец на Върховния македоно-одрински комитет (ВМОК).

## Биография
Анто Колев е роден през 1872 година в Драгалевци и през 1900 година е вече младши подофицер от българската армия. От 1900 до 1903 година е стражар в София, общувайки с македонски четници, става член на ВМОК. През май 1903 година напуска служба и с четата на поручик Христо Саракинов навлиза в Македония. Четета дава сражение на османци при селата Влахи и Ощава под Ел тепе. Според свидетелството на Христо Саракинов във вестник „Реформи“ в това сражение Анто Колев се сражава храбро и след като Саракинов с маневра излиза в гърба на турците и ги принуждава да отстъпят Анто Колев ги атакува сам.
На 10 август същата година вече с четата на поручик Любомир Стоенчев с подвойвода Константин Настев Колев отново навлиза в Македония. Във Валовищко, заедно с четите на Атанас Тешовалията и Илия Кърчовалията правят подготовка за вдигане на въстание в Серския революционен окръг. На 4 септември при пренасяне на оръжие от Разложко за Валовищко четата е засечена от турски аскер и дава сражение при местността Кукла в Пирин. В това сражение пада убит войводата Спиро Петров, а Анто Колев е тежко ранен в лявото коляно и е изнесен в България.
През 1905 година Анто Колев е отново четник при Кочо Настев в Петричко и е повторно тежко ранен в гърдите в сражение в района на Огражден и Карадачките колиби.
През Балканската война Анто Колев е доброволец в Македоно-одринското опълчение. Анто води сражения при Кресненското дефиле, влиза в Солун, участва в боя при Шаркьой и в боя на Султан тепе. Награден е с орден „За храброст“.
След войните се установява в родното си село Драгалевци.
Умира след 1938 година.